# Dacrycarpus
Dacrycarpus je rod jehličnatých stromů z čeledi nohoplodovitých. Zahrnuje 9 druhů, rozšířených v jihovýchodní Asii, Papuasii, na Novém Zélandu a v Tichomoří. Před ustanovením samostatného rodu byli jeho zástupci řazeni do rodu Podocarpus (nohoplod); typovým druhem je novozélandský Dacrycarpus dacrydioides.

## Popis

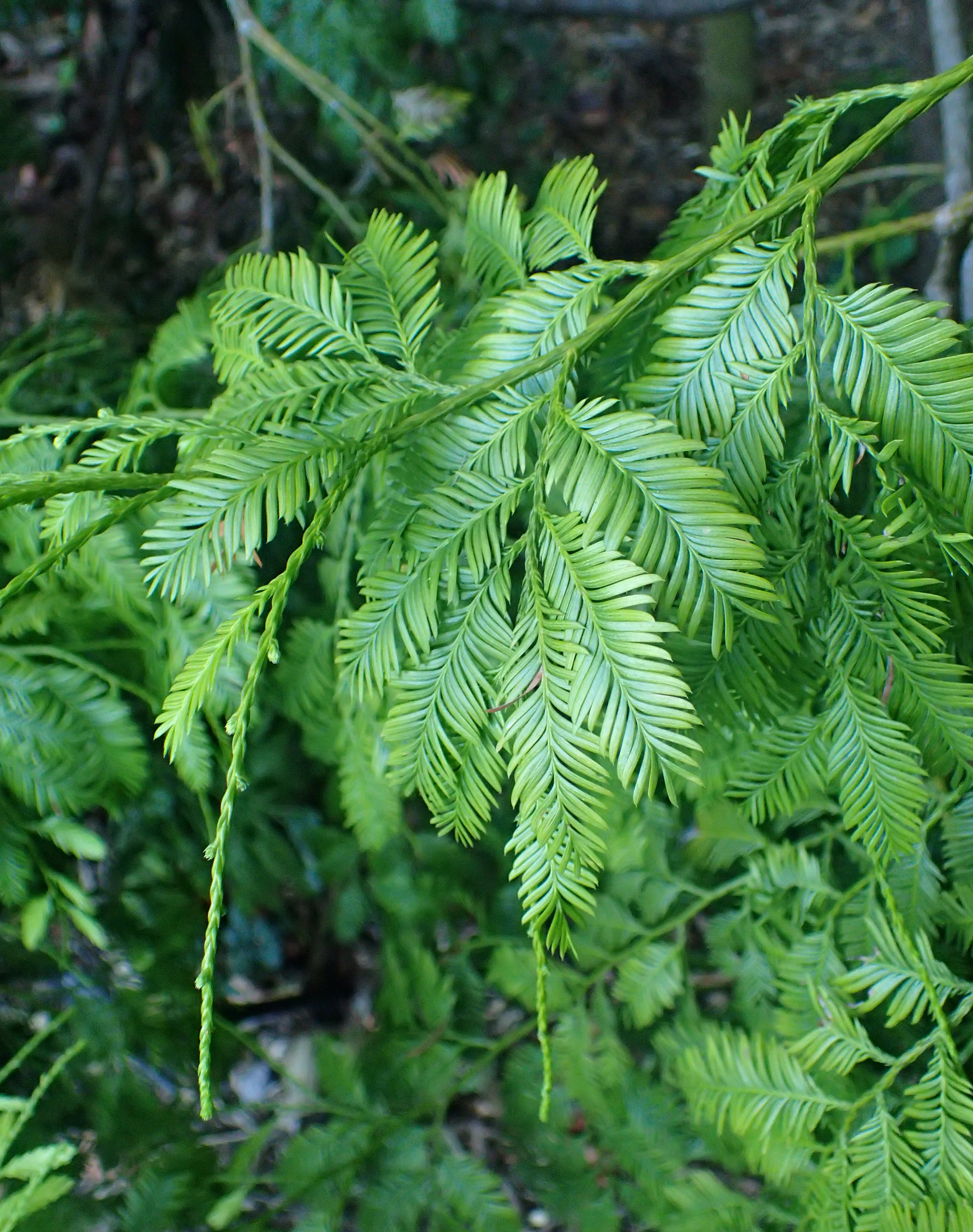
Větévka druhu Dacrycarpus imbricatus

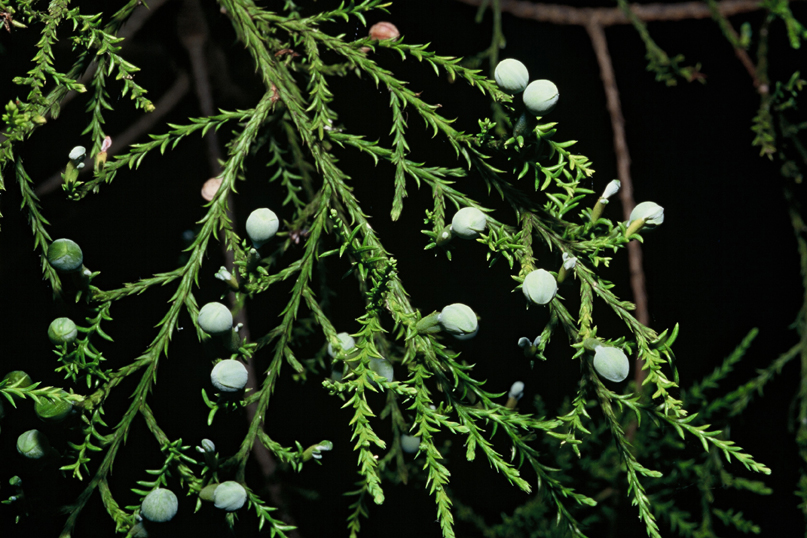
Větev s nezralými semeny

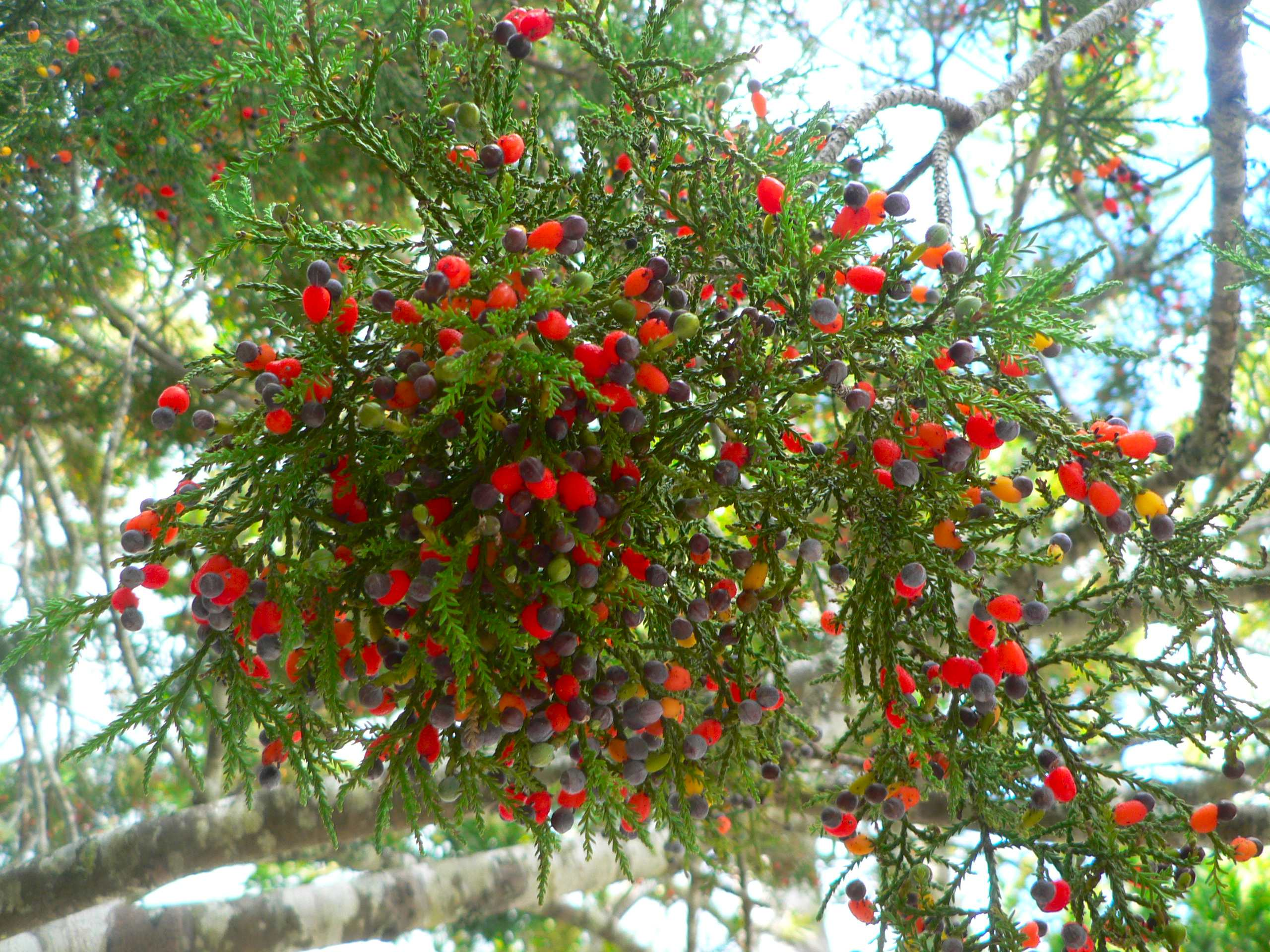
Zralé šištice s červenými podocarpii a semeny krytými modrofialovým epimatiem

Obvykle dvoudomé, stálezelené, mohutné stromy, zřídka též keře, dorůstající výšek 2–4–30–50 metrů a průměru kmene až 2 metry. Kmen a větve jsou pokryty hrubou, tmavě hnědou až téměř černou, s věkem šedivějící a šupinovitě se odlupující borkou. Olistění je trojího typu: kromě klasicky dvouřadě uspořádaných jehlic též drobné šupiny a na bočních a plodných větvích dospělých jedinců ploché, rovné či srpovitě zahnuté, přitisklé nebo odstávající jehličky vyrůstající spirálovitě kolem větve. Koruna je kuželovitá nebo válcovitá, u starých jedinců je mohutný kmen často až do poloviny i více bez větví.
Samčí šištice jsou drobné, o rozměrech 3–10 mm, kuželovité, později válcovité, vyrůstající jednotlivě nebo v párech na krátkých stopkách. Samičí jsou jednotlivé, na šupinatých stopkách. Skládají se z několika semenných šupin, z nichž obvykle pouze jedna je oplozena a vyvíjí se dále v semeno pokryté epimatiem; neoplozené šupiny srůstají a formují tzv. podocarpium, které je ve zralosti nápadně barevné (často červené nebio oranžové), dužnaté a slouží k přilákání živočichů, nejčastěji ptáků, kteří je konzumují a přispívají tak k rozšiřování semen.

## Ekologie a rozšíření
Často se vyskytují ve vysokohorských polohách, od horských lesů až po subalpínské křoviny, blízko hranice lesa, kde vytvářejí parkově roztroušené porosty, dále v primárních i sekundárních deštných lesích tropů, ve vlhkých mechových lesích a řídkých porostech stromových kapradin, podél vodních toků, někdy též v mokřinách a močálech. Mnohde jsou dominantním stromovým druhem, jinde vytvářejí porosty společně s pabuky, nohoplody, pazeravci (Libocedrus) a dalšími. Ve všech oblastech areálu preferují bohaté srážky a průměrné teploty neklesající ani v zimě pod 10 °C.
Areál rozšíření sahá od jižní Číny a Indočíny přes ostrovy Indonésie a Filipíny po Nový Zéland, Novou Kaledonii a západní Tichomoří. Největší diverzity rod dosahuje na Nové Guineji, kde roste 5 druhů.

### Recentní zástupci
- Dacrycarpus compactus – vysoké hory Nové Guineje
- Dacrycarpus cinctus – Celebes, Moluky, Nová Guinea
- Dacrycarpus cumingii – Filipíny, vzácně též Borneo a Sumatra
- Dacrycarpus dacrydioides – Nový Zéland; maorsky nazývaný „kahikatea“
- Dacrycarpus expansus – centrální Nová Guinea
- Dacrycarpus imbricatus – jižní Čína a Indočína, Indonésie, Filipíny, Moluky, Nová Guinea, Fidži
- Dacrycarpus kinabaluensis – Borneo, endemit hory Kinabalu
- Dacrycarpus steupii – Borneo, Celebes, Nová Guinea
- Dacrycarpus vieillardii – Nová Kaledonie

Fosilní zástupci jsou známi též z Antarktidy, Austrálie a Jižní Ameriky (Patagonie), kde se rod vyskytoval ve svrchní křídě a raných třetihorách.

## Význam a využití

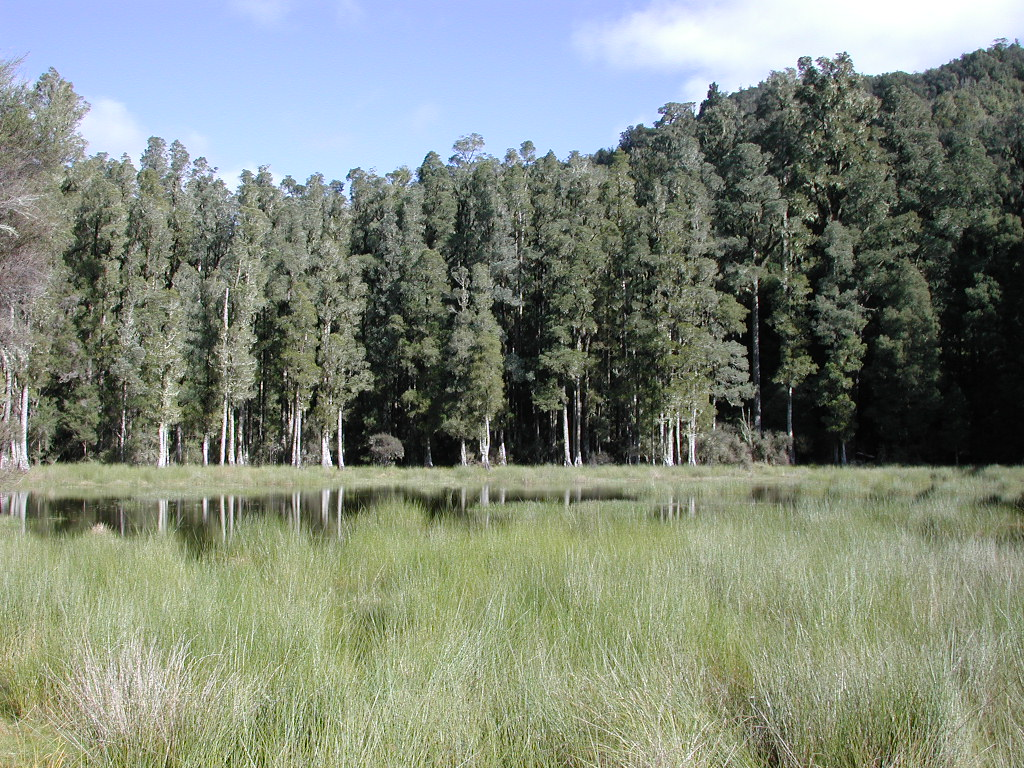
Les na Novém Zélandu

V minulosti byly stromy rodu Dacrycarpus, především D. dacrydioides, káceny pro dřevo, které je světlé, jemné, snano opracovatelné, bez pryskyřičného zápachu, ovšem nepříliš trvanlivé; nadměrná těžba v 19. století způsobila devastaci rozlehlých starých porostů. Novozélandskými Maory byl tento strom, nazývaný kahikatea, využíván na stavbu kánoí, výrobu zbraní a loučí, pryskyřice se žvýkala jako žvýkačka, z popela se vyráběla barva na tetování. Byly konzumovány zralé plody a odvar z listů byl využíván v tradiční medicíně. Významné místo měl i v maorské mytologii, kde byl považován za dítě bohů Taneho a Hiny.
V tropech a subtropech jsou mnohé druhy pěstovány jako okrasné stromy v parcích a zahradách, oceňovány jsou též pro tvorbu bonsají. S úspěchem je používat pro zalesňování degradovaných vykácených ploch.
V českých botanických zahradách se s tímto taxonem lze setkat jen výjimečně, například v Liberci nebo v Praze.